# Cerinthe tristis
Cerinthe tristis är en strävbladig växtart som beskrevs av Teyber. Cerinthe tristis ingår i släktet vaxblommor, och familjen strävbladiga växter. Inga underarter finns listade i Catalogue of Life.